# جوزيف دوريا
جوزيف دوريا هو سياسي أمريكي، ولد في 28 يونيو 1946. نشط حزبياً في الحزب الديمقراطي. وقد انتخب Mayor of Bayonne, New Jersey ‏ وانتخب عضو مجلس ولاية نيوجيرسي ‏ وانتخب عضو جمعية نيوجيرسي العامة ‏.